# Heidi Günthart
Heidi Günthart (ur. 8 czerwca 1919 w Zurychu) – szwajcarska entomolog, specjalizująca się w piewikach (cykadologii).
Urodziła się w 1919 roku w Zurychu jako najmłodsza córka architekta. W 1938 roku uczyła się w Londynie, gdzie uczęszczała na wykłady w Brytyjskim Muzeum Historii Naturalnej. W 1939 roku wróciła do Zurychu celem podjęcia studiów Politechnice Federalnej. Tam też, z uwagi na brak specjalistów wywołany wybuchem wojny, od razu zyskała posadę asystenta technicznego entomologa Fritza Schneidera. Później poślubiła Ernsta Güntharta, również entomologa. Pod jego wpływem zainteresowała się piewikami i od lat 70. prowadzi badania nad nimi. Ma z nim dwie córki, z których jedna, Madeleine, również prowadziła przez pewien czas badania piewików.
Günthart ma w swoim dorobku ponad 30 publikacji naukowych o piewikach. Dotyczą one przede wszystkim skoczkowatych z podrodziny Typhlocybinae. Prowadzi badania nad ich systematyką, faunistyką, biologią i ekologią. Opisała dwa nowe dla nauki gatunki: Flammigeroidia schneideri i Adarrus ernesti. Dawała wykłady na licznych międzynarodowych kongresach i sympozjach poświęconych tej grupie. W 2002 roku wspólnie z Rolandem Mühlethalerem opublikowała checklistę piewików Szwajcarii.
Jako pierwsza kobieta wyróżniona została członkostwem honorowym Schweizerische Entomologische Gesellschaft i Zürcher Entomologische Gesellschaft. W 2001 roku w Słowenii odznaczona została Medalem Honorowym Symposium internationale entomofaunisticum Europae centralis (SIEEC).